# Äyteke Bī Aūdany
Äyteke Bī Aūdany är ett distrikt i Kazakstan.   Det ligger i oblystet Aqtöbe, i den västra delen av landet, 800 km väster om huvudstaden Astana.